# Dražen Dalipagić
Dražen Dalipagić (Servisch: Дражен Далипагић) (Mostar, 27 november 1951 – Belgrado, 25 januari 2025) was een Servisch basketballer en basketbalcoach.

## Carrière
Dalipagić begon op 19-jarige leeftijd met basketbal en een jaar later tekende hij zijn eerste profcontract bij Partizan, in 1971. Hij bleef acht seizoenen bij Partizan, tot 1980. In die tijd won hij twee keer de Mr. Europa Europese Speler van het Jaar prijs, in 1977 en 1978 en de Europese Speler van het Jaar Euroscar prijs in 1980. In 1978 werd hij uitgeroepen tot de beste atleet van Joegoslavië. In het seizoen 1975-76 leidde hij Partizan naar de titel in de Joegoslavische Liga en in het seizoen 1977-78 ook naar de Europese titel in de Korać Cup op het derde niveau. Hij was ook lid van Partizan, op het moment dat zij de Korać Cup titel wonnen in het seizoen 1978-79, maar hij diende in het Joegoslavische leger op dat moment.
In het seizoen 1980-81 ging hij voor het eerst in zijn carrière naar het buitenland. Tijdens dat seizoen speelde hij bij Reyer Venezia, in de Italiaanse Lega Basket Serie A competitie. Na slechts één seizoen bij Venezia keerde hij voor één seizoen terug naar zijn oude club, Partizan. In de daaropvolgende seizoenen speelde hij voor tal van Europese ploegen, waaronder Real Madrid, in de Spaanse Primera División, tijdens het seizoen 1982-83, waarin hij met de club alleen speelde in wedstrijden van de FIBA European Champions Cup (nu EuroLeague genoemd). Hij speelde ook bij Reyer Venezia en Glaxo Verona in de Italiaanse Liga. Hij beëindigde zijn professionele loopbaan na het seizoen 1990-91, waarin hij speelde bij de aartsrivalen van Partizan, Rode Ster.
Als speler van Partizan Belgrado scoorde hij 8.278 punten, in 305 gespeelde wedstrijden, voor een scoringsgemiddelde van 27,1 punten per wedstrijd. Toen hij in Italië speelde, scoorde hij 7.993 punten in 241 gespeelde wedstrijden, voor een gemiddelde van 33,2 punten per wedstrijd. Hij voerde de Italiaanse competitie aan in het scoringsgemiddelde, in het seizoen 1987-88, met een gemiddelde van 37,7 punten per wedstrijd.

## Nationale ploeg
Dalipagić debuteerde voor het nationale basketbalteam van Joegoslavië in 1973. In totaal speelde hij tussen 1973 en 1986 243 wedstrijden voor het nationale seniorenteam van Joegoslavië, waarin hij in totaal 3.700 punten scoorde. Dit was het hoogste aantal punten dat een speler in de geschiedenis van het Joegoslavische nationale team heeft gescoord.
Hij won de gouden medaille op het FIBA-wereldkampioenschap van 1978 en de gouden medaille op de Olympische Zomerspelen van 1980. Als lid van de Joegoslavische nationale ploeg won hij ook drie gouden medailles op de EuroBasket. Zijn vier medailles die hij won op de FIBA Wereldbeker (zilver, 1974 FIBA Wereldkampioenschap; goud, 1978 FIBA Wereldkampioenschap; brons, 1982 FIBA Wereldkampioenschap, en 1986 FIBA Wereldkampioenschap) zijn samen goed voor het all-time internationale basketbalrecord. Dalipagić won driemaal goud op de Olympische Zomerspelen van 1980 en speelde een belangrijke rol in het veroveren van goud door het Joegoslavische team.
Dalipagić overleed op 25 januari 2025 op 73-jarige leeftijd.

## Erelijst
- 2x Joegoslavisch landskampioen: 1976, 1979
- 1x Joegoslavisch bekerwinnaar: 1979
- 2x Korać Cup: 1978, 1979
- Olympische Spelen: 1x , 1x , 1x
- Wereldkampioenschap: 1x , 1x , 2x
- EuroBasket:  3x , 1x , 1x
- Middellandse Zeespelen: 2x